# Anette Göttlicher
Anette Göttlicher (* 2. Oktober 1975 in München) ist eine deutsche Journalistin und Autorin.

## Leben
Nach dem Abitur 1994 studierte sie Neuere Deutsche Literatur, Germanistische Linguistik und Kommunikationswissenschaften an der Ludwig-Maximilians-Universität München.
Seit 1999 arbeitete Anette Göttlicher für das Magazin Cosmopolitan, wo sie zunächst Redakteurin im Printbereich war, von 2000 bis 2007 übernahm sie die Leitung der Onlineredaktion.
Von April 2007 bis Oktober 2009 war sie die Chefredakteurin der neuen Frauencommunity beQueen des Burda Verlags.
Seit Oktober 2009 arbeitet Göttlicher als selbständige Autorin, Journalistin, Fotografin und Schreibcoach.
Anette Göttlicher lebt mit ihrer Familie in München.
Seit Januar 2025 arbeitet sie fest angestellt beim offiziellen Stadtportal muenchen.de als Senior Creative Specialist. 